# Ніколо-Шанга
Ніколо-Шанга (рос. Николо-Шанга) — село в Шар'їнському районі Костромської області Російської Федерації.
Населення становить 649 осіб. Входить до складу муніципального утворення Шангське сільське поселення.

## Історія
Від 2007 року входить до складу муніципального утворення Шангське сільське поселення.

## Населення
| 2008 | 2010 | 2014 |
| ---- | ---- | ---- |
| 615  | ↘581 | ↗649 |